# Hyper-V
Hyper-V is een native hypervisor van Microsoft voor virtualisatie. Met de software kan men virtuele machines creëren op x86-64-systemen, waarop vervolgens Windows kan draaien.
De term 'native' wil zeggen dat er geen besturingsysteem tussen ligt, hierdoor kunnen er meer bronnen, zoals werkgeheugen, aan de virtuele machines toegewezen worden. Dit type hypervisor wordt dan vooral ook gebruikt voor servers.

## Beschrijving
Hyper-V kan in veel scenario's effectief worden gebruikt, zowel voor de virtualisatie van volledige datacenters als voor kleinere omgevingen. Bovendien kan de volledige netwerkconfiguratie worden uitgevoerd zonder tools van derden (bijvoorbeeld NIC-teaming en VLAN-configuratie). Hyper-V biedt onder andere ook de virtualisatie van complete switches.

## Kenmerken
- Volledige isolatie van de afzonderlijke systemen
- Beveiligingsfuncties op hardwareniveau
- Ondersteuning voor Network Address Translation (NAT) en Network Access Protection (NAP)
- Beheer via de Microsoft Management Console (MMC)
- In clusterbedrijf kan Hyper-V zogenaamde live migraties uitvoeren. Hierdoor kunnen virtuele machines tijdens het gebruik worden verplaatst.
- Sinds Windows Server 2012 kunnen zogenaamde Shared Nothing Live-migraties worden uitgevoerd. Hier worden virtuele machines tussen Hyper-V-servers verplaatst zonder dat de hosts in een cluster hoeven te draaien.
- Meerdere hostsystemen met Windows Server kunnen worden gebruikt.
- Een hostsysteem kan worden toegewezen aan maximaal 64 processors en 1 terabyte RAM.